# Krucjata połabska

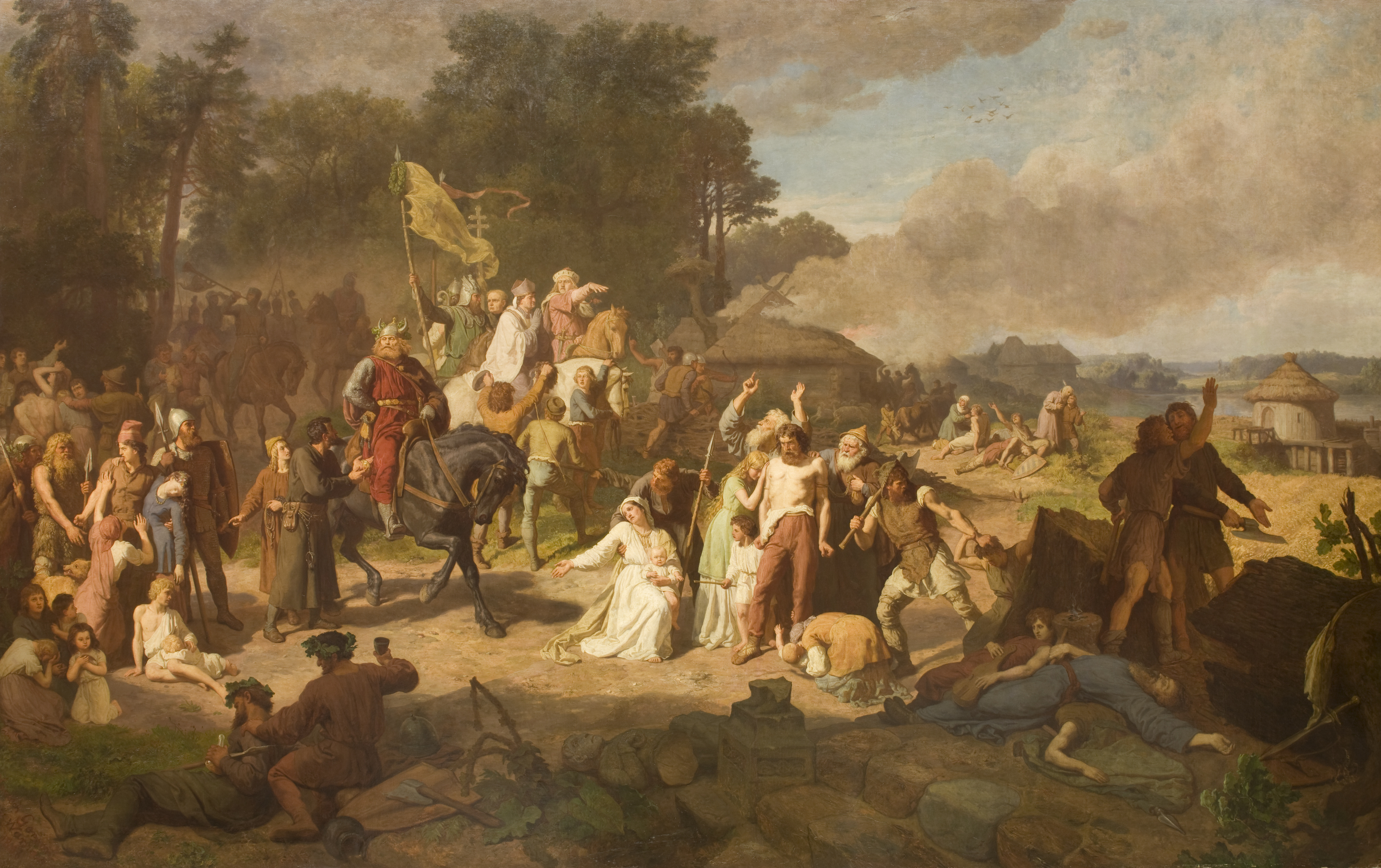
Obraz Wojciecha Gersona „Opłakane apostolstwo”

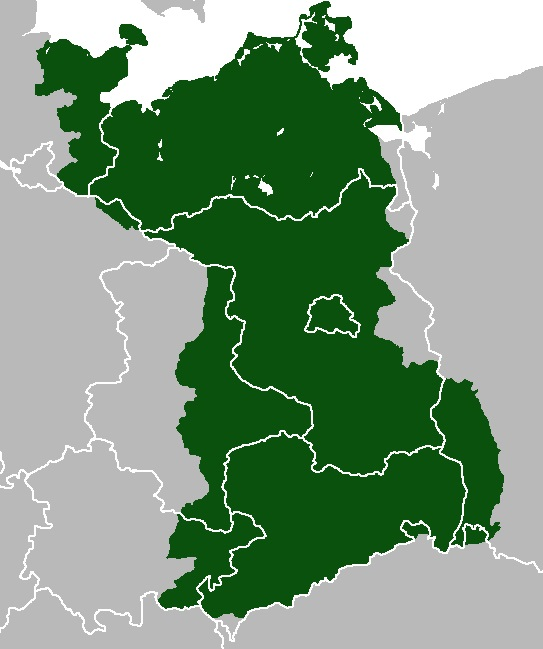
Lokalizacja Połabia

Krucjata połabska (niem. Wendenkreuzzug, krucjata wendyjska) – zbrojne wyprawy wojenne zorganizowane w XII wieku z upoważnienia papieża Eugeniusza III (bulla Divina dispensatione), przez feudałów niemieckich, skierowane oficjalnie przeciwko plemionom Słowian połabskich wyznającym religie niechrześcijańskie. Do krucjaty tej przyłączyli się także niektórzy polscy książęta, ale ich udział i motywy nie zostały do końca wyjaśnione. Wyprawy te dawały rycerstwu niemieckiemu możliwość uniknięcia uczestnictwa w zorganizowanej w 1147 roku II wyprawie krzyżowej przy jednoczesnym zachowaniu ideałów rycerskich. 
Krucjata połabska z roku 1147 była bezpośrednią reakcją na nawoływania do uczestnictwa w II wyprawie krzyżowej, a jej inicjatorem był Bernard z Clairvaux. Była ona prowadzona przez księcia Saksonii Henryka Lwa oraz margrabiego Marchii Północnej Albrechta Niedźwiedzia, który ok. 1157 utworzył Marchię Brandenburską z podbitych przez siebie ziem połabskich. Szczególne zasługi w obronie swoich włości przed atakami krzyżowców miał obodrzycki książę Niklot, dzięki któremu pierwotne zamiary przejęcia kontroli nad słowiańskimi ziemiami w 1147 roku zakończyły się fiaskiem. Szczególnym niepowodzeniem zakończyła się próba zdobycia, chrześcijańskiego skądinąd, Szczecina obleganego przez wojska krzyżowców.